# Joseph de Torres y Vergara
 (mai 2019).
Si vous disposez d'ouvrages ou d'articles de référence ou si vous connaissez des sites web de qualité traitant du thème abordé ici, merci de compléter l'article en donnant les références utiles à sa vérifiabilité et en les liant à la section « Notes et références ».
Joseph de Torres y Vergara est un organiste et compositeur mexicain né en 1661 et mort à l'âge de 66 ans le 27 octobre 1727 à Mexico. Probablement organiste à la cathédrale de Mexico, c’était un homme important et riche, réputé pour son érudition et sa générosité. On lui doit des œuvres pour orgue.

## Son œuvre
Des onze pièces que contenait le livre d’orgue qui lui est attribué, dix sont parvenues jusqu’à nous, l’une d'elles étant incomplète. Conservées dans un manuscrit appartenant à la collection Jesus Sánchez Garza, au CENIDIM (Centro Nacional de Investigación, Documentación e Información Musical, à Mexico), elles ont été publiés pour la première fois en 1993.
Ce livre d’orgue présente un grand intérêt historique et musical car il constitue un témoignage précieux sur la pratique musicale au Mexique durant la période baroque.
La majorité de ces compositions font appel à la technique du medio registro (le demi-jeu), c'est-à-dire à l'attribution de jeux différents aux deux moitiés -basses et dessus- du clavier, technique commune à toute la musique d’orgue hispanique. De fait, plusieurs œuvres du livre font clairement allusion à une tradition "ibérienne" : le tiento, le lleno (plein-jeu) ou la bataille, ne diffèrent pas beaucoup de leurs homonymes espagnols.
La pièce du sixième ton (incomplète), avec des résonances anglaises, la fugue, avec ses réminiscences italiennes, outre la présence de beaucoup d’harmonies de type français, révèlent la grande culture musicale d’un compositeur ouvert à toutes les influences.
Les dix pièces :
1. Fuga;
2. Obra de mano derecha de medio registro de Torres ;
3. Obra de lleno de 7º tono ;
4. Obra de 7º tono ;
5. Obra de 1º tono bajo ;
6. Partido de 1º alto ;
7. Obra de Torres ;
8. Partido de 6º tono (incomplète) ;
9. Batalla de Torres ;
10. Partido de 2º de Torres.

## Illustrations sonores
Trois pièces (Obra de mano derecha de medio registro) pour orgue en ré majeur (premier ton) pour demi-registres. Le premier mouvement Alegro (écrit ainsi par l'auteur) est joué sur le Cornet accompagné d'un Bourdon 8 et Prestant. Le second mouvement, Grave, est joué sur les flûtes (8 et 4 à la main gauche, 8 et 2 à la main droite). Le troisième mouvement, Andante, est joué sur la trompette accompagnée par le Bourdon et la Doublette.

## Discographie
- Música para órgano – Felipe Ramírez Ramírez, orgue (1985 LP)
- Die Historiche Arp-schnitger-orgel In Brasilien - Cristina García Banegas (2004, Motette 1290)
- L'Œuvre pour orgue – Bruno Forst, orgue (Brilliant Classics)